# Сокотуха Руслан Віталійович
Руслан Віталійович Сокотуха (1982—2022) — молодший сержант Збройних Сил України, учасник російсько-української війни, який загинув під час російського вторгнення в Україну.

## Життєпис
Народився 27 липня 1982 року в Тальнівському районі Черкаської області. Мешкав у с. Ризине Звенигородського району на Черкащині. З 2001 року до 2003 року проходив строкову службу в Збройних силах України. Брав участь в антитерористичній операції на сході України протягом 2015-2016 років.
Під час російського вторгнення в Україну у 2022 році служив старшим навідником гранатометного взводу 30-ї окремої механізованої бригади імені князя Костянтина Острозького. Загинув 18 серпня 2022 року під час запеклого бою на Харківщині.
Похований у с. Ризине Звенигородського району Черкаської області.
Посмертно нагороджений орденом «За мужність» ІІІ ступеня.

## Нагороди
- орден «За мужність» III ступеня (20.01.2023) (посмертно) — за особисту мужність і самовіддані дії, виявлені у захисті державного суверенітету та територіальної цілісності України, вірність військовій присязі.[5]